# Jason Steele
Jason Sean Steele (* 18. srpna 1990 Newton Aycliffe) je anglický profesionální fotbalový brankář, který chytá za anglický klub Brighton & Hove Albion FC. Je také bývalým anglickým mládežnickým reprezentantem.

## Klubová kariéra
Steele prošel akademií Middlesbrough a v roce 2009 podepsal s klubem svou první profesionální smlouvu. Sezónu 2009/10 strávil na hostování v týmu Northampton Town v League Two.
Steele debutoval v dresu Middlesbrough v sezóně 2010/11 a nakonec se stal brankářskou jedničkou druholigového týmu. V Middlesbrough působil Steele tři sezóny, ale po příchodu Dimitriose Konstantopoulose a Tomáse Mejíase v sezóně 2013/14 byla Steeleova pozice v klubu ohrožena, a tak na konci sezóny odešel.
Steele strávil sezónu 2014/15 na hostování v Blackburnu Rovers, kam v létě 2015 zamířil natrvalo. Rychle se v klubu etabloval brankářská jednička. V sezóně 2016/17 Blackburn spadl do League One a Steele odešel do Sunderlandu. Steeleho angažmá v Sunderlandu nebylo příliš povedené: přišel o roli brankářské jedničky ve prospěch Robbina Ruitera a klub na konci sezóny sestoupil do League One.
Po jedné sezóně Sunderland opustil a přestoupil do prvoligového Brightonu & Hove Albion, kde plnil roli náhradního brankáře za Mathewem Ryanem a po jeho odchodu Robertem Sánchezem. Steele v listopadu 2021 debutoval v Premier League.
Dne 4. března 2023 dostal Steele přednost v domácím ligovém utkání proti West Hamu. Při výhře 4:0 udržel své první čisté konto v nejvyšší soutěži. Steele do branky španělského brankáře Sáncheze, který podal v průběhu jara žádost o přestup, už nepustil. Trenér De Zerbi oznámil, že se v březnu Steele stal novou klubovou brankářskou jedničkou. Steele v sezóně 2022/23 odchytal 15 ligových utkání a dovedl klub až ke konečné 6. příčce v Premier League, která zajistila Brightonu historický postup do evropských pohárů.

## Reprezentační kariéra
Steele reprezentoval Anglii na všech mládežnických úrovních; jeho výkony vedly k tomu, že byl nominován do olympijského týmu Velké Británie pro Letní olympijské hry 2012, které se konaly v Londýně.